# Захват астероида
Захват астероида (англ. Asteroid capture) — переход астероида на орбиту вокруг объекта типа планеты. В таком случае говорят о захвате крупным телом астероида, после чего астероид становится естественным спутником. Обычно астероиды, которые приближаются к планете на малые расстояния, либо выбрасываются дальше в космос, либо ударяются о планету. Но в некоторых случаях астероид начинает обращаться по орбите вокруг планеты. При определённых условиях захват возможен любым планетным телом.
По состоянию на 2014 год инженеры в США разрабатывали методы для захвата астероида роботизированным космическим аппаратом. В июне 2014 года НАСА сообщило, что астероид 2011 MD является главным кандидатом для захвата в рамках ARM (НАСА), которая, возможно, состоится в начале 2020-х годов. В 2017 году работа в данном направлении прекратилась.

## Движение по орбите
Захват астероида происходит, когда астероид пролетает мимо планеты, но при этом его скорость недостаточна для того, чтобы преодолеть притяжение планеты. В таком случае астероид захватывается планетой и переходит на устойчивую замкнутую эллиптическую орбиту вокруг планеты, не проходящую через её атмосферу. Возможность перехода на устойчивую орбиту зависит от таких величин, как относительная скорость планеты и астероида, масса планеты, траектория движения астероида и возмущение от других тел.
Приближающийся астероид почти всегда может попасть в сферу действия планеты, находясь на гиперболической траектории относительно планеты, поскольку орбиты планет внутри орбиты Нептуна соответствуют скоростям, существенно большим, чем скорости убегания с планеты. Другими словами, кинетическая энергия астероида, когда он приближается к планете, слишком велика для того, чтобы астероид перешёл на замкнутую орбиту под действием гравитации планеты; его кинетическая энергия {\displaystyle T} превышает модуль потенциальной энергии {\displaystyle |V|}, то есть планета не ограничивает движение астероида. Однако траектория астероида может быть возмущена третьим телом (например, спутником или другой планетой) так, что кинетическая энергия тела в системе отсчета планеты уменьшится. Если при этом скорость астероида окажется меньше локальной скорости убегания, то траектория изменится с гиперболической на эллиптическую и астероид окажется захваченным планетой. В редких случаях при наличии или отсутствии такого возмущения астероид переходит на траекторию, пересекающую планету, что приводит к столкновению.

## Миссия ARM
NASA предложило создать роботизированную космическую миссию, в рамках которой предполагается захват околоземного астероида диаметром около 8,2 м и массой около 500 тонн. Астероид будет переведён на высокую окололунную орбиту или орбиту около второй точки Лагранжа (гало-орбита, орбита Лиссажу). Для перемещения астероида рассматриваются следующие варианты: использование  электрического ракетного двигателя с питанием от солнечных панелей или гравитационного тягача.
После того, как астероид будет находиться на окололунной орбите или орбите вокруг второй точки Лагранжа, то по крайней мере одна космическая миссия с участием человека сможет посетить астероид и собрать материалы. Одним из преимуществ лунной орбиты по сравнению с околоземной является относительная безопасность: даже в конце миссии малые возмущения траектории могут привести к падению астероида на Луну, но не на Землю. Также в случае высокой орбиты астероид нужно будет перемещать в течение меньшего времени и стартовые окна будут частыми по сравнению с окнами для перемещения астероидов на околоземную орбиту.
Первой проблемой является поиск подходящего астероида: объекты данных размеров очень тусклые, их сложно найти. Возможно, альтернативным подходом будет взятие подходящего фрагмента с крупного астероида и перемещение фрагмента на окололунную орбиту или орбиту вокруг второй точки Лагранжа.
По состоянию на 2013 год тестовый полёт планировался в 2017 году, захват астероида предполагался в 2019 году.
Миссия могла предоставить важные сведения для создания методов предотвращения опасности столкновения с астероидами, использования ресурсов астероидов, включая воду и производство топлива.

## Аэрозахват
Технология, необходимая для перемещения астероида на заданную орбиту, пока не создана. Изменение орбиты астероида относительно Солнца требует больших величин изменения скорости объекта, масса которого на несколько порядков превышает массу существующих космических аппаратов.
Если астероид должен столкнуться с планетой, обладающей атмосферой, то орбиту астероида можно изменить так, чтобы астероид вошёл в атмосферу, при этом в перицентре астероид может замедлиться, передав часть кинетической энергии атмосфере. Такой метод используется при манёврах около таких планет, как, например, Марс, поскольку позволяет сэкономить значительное количество топлива, требуемого для замедления движения космического аппарата.